# Mittelrhein

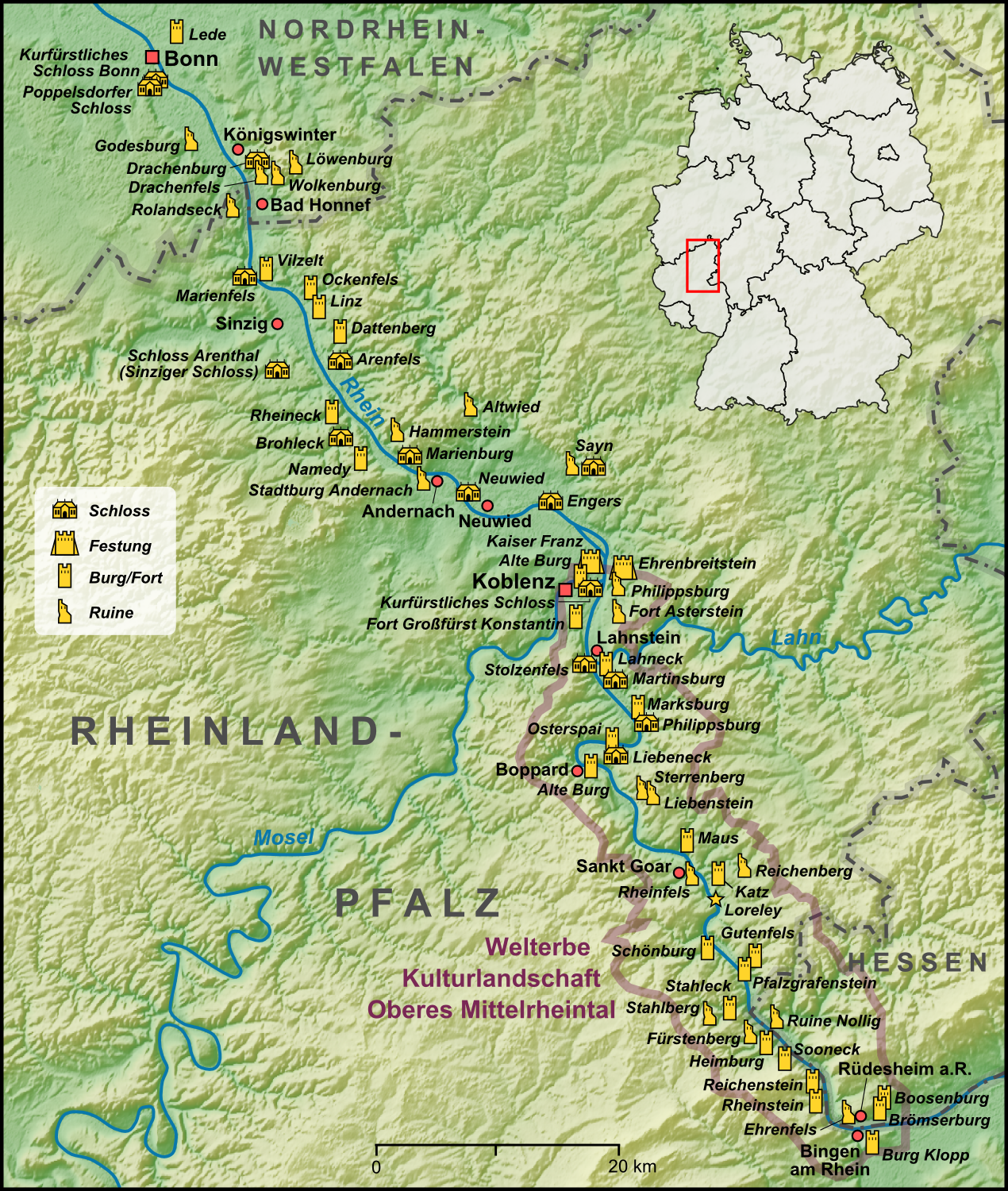
Karta över floden Rhen med Mittelrhein gul markerad

Mittelrhein (tyska för: mellersta Rhen) är en geografisk region vid det mellersta avsnittet av floden Rhen som sträcker sig från staden Bingen till staden Bonn. Landskapet kännetecknas av vinodlingar, samhällen på den smala strandremsan och borgar på klippor högt över floden. 
Andra avsnitt av floden är Hochrhein, Oberrhein och Niederrhein. Det övre avsnittet av mellersta Rhen, mellan Bingen och Koblenz, listas av Unesco sedan 2002 som världsarv.

## Geografi

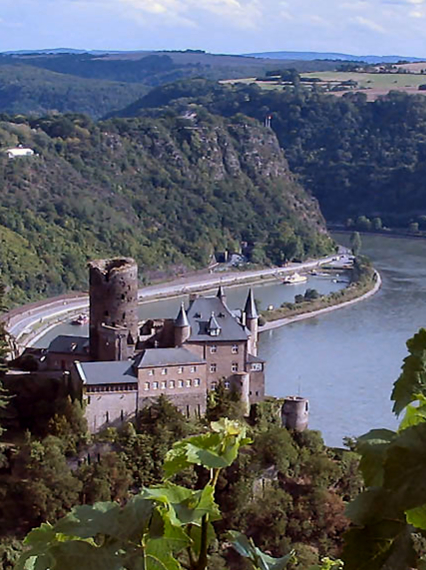
Burg Katz

Vid Mittelrhein bryter floden Rhen i en trång dal genom bergsregionen Rheinisches Schiefergebirge. Den största delen av regionen ligger i förbundslandet Rheinland-Pfalz och bara det nordligaste avsnittet i Nordrhein-Westfalen. 
Längs floden går järnvägslinjer på bägge sidor av floden samt riksvägarna (Bundesstraße) B 9 och B 42. På en ö nära staden Andernach finns ett slags gejser som kastar det kalla (!) vattnet 50 till 60 meter upp i luften. Viktiga bifloder som mynnar här är Mosel, Nahe, Lahn och Sieg.

## Historia
Dolmengravar nära staden Boppard och ringvallar nära Koblenz vittnar om tidiga bosättningar under istiden. Redan 300 år före Kristus dominerades området av kulturer från Medelhavet. De följande 500 åren expanderade Romerska riket till regionen. På flodens vänstra sida byggdes en led som sammanlänkade provinshuvudorterna Mainz och Köln. Där idag Bingen och Koblenz ligger skapades större fästningar. Under det första århundradet efter Kristus byggdes vid Koblenz fasta broar över Rhen och Mosel. Från sina anläggningar skyddade romarna lantbruksområden och platser med gruvdrift samt höll germanska stammar som tenkterer, usipeter och treverer på distans. 
Under 400-talet tvingade alemanner och franker de romerska legionerna tillbaka och Klodvig I etablerade Frankerriket.